# Адам Стейскал
Адам Стейскал (чеськ. Adam Stejskal, нар. 23 серпня 2002, Брно, Чехія) — чеський футболіст, воротар австрійського клубу «Тіроль».

## Ігрова кар'єра

### Клубна
Адам Стейскал є вихованцем чеського клубу «Збройовка» з рідного міста Брно. У 2018 році воротар приєднався до академії австрійського «Ред Булла». Згодом для набору ігрової практики Стейскал був відправлений у Другу Бундеслігу — у фарм-клуб «Ред Булла» «Ліферінг», де й дебютував на дорослому рівні.
У 2021 році тренерський штаб почав залучати воротаря до тренувань першої команди «Ред Булла». З початку сезону 2022/23 Стейскал повноцінно повернувся до клубу з Зальцбурга.

### Збірна
У 2017 році Адам Стейскал дебютував на міжнародному рівні у складі юнацької збірної Чехії (U-17).